# Nicole J. Georges
Nicole J. Georges  est une illustratrice et auteure de bande dessinée née en 1981 vivant à Portland dans l'Oregon.

## Publications en français
- Allo, Dr Laura ? - Mémoires graphiques, Cambourakis, 2015 - Sélection officielle du Festival d'Angoulême 2016.